# Beth Storry
Elizabeth "Beth" Storry (Reading, 24 april 1978) is een Engelse hockeyster.
De keepster speelt al vanaf de late jaren 90 bij de Engelse en de Britse nationale ploeg, eerst als tweede keepster en later als eerste keepster. Ze nam met de Britse ploeg deel aan de Olympische Spelen van 2008 en 2012.
Storry speelde in Engeland bij Slough HC en Reading HC. In Nederland heeft ze gespeeld bij HC Rotterdam, SV Kampong en SCHC. 

## Persoonlijk
Storry woont met haar vrouw in Driebergen . Samen hebben zij twee zonen en een dochter. In 2014 was zij een van de deelnemers aan het televisieprogramma Heel Holland Bakt. 